# Dürerquelle
Koordinaten: 49° 33′ 39,9″ N, 11° 6′ 57,8″ O
Die Dürerquelle ist eine Schichtquelle nahe Kalchreuth im mittelfränkischen Landkreis Erlangen-Höchstadt in Bayern.

## Lage
Die kleine Quelle befindet sich im Sebalder Reichswald im gemeindefreien Gebiet Dormitzer Forst. Sie entspringt etwa 1,5 Kilometer westlich von Kalchreuth auf etwa 351 m ü. NHN.
Die Quelle ist Bestandteil des EU-Vogelschutzgebietes-Gebiets Nürnberger Reichswald (FFH-Nr. DE-6533-471; WDPA-Nr. 555537802).

## Geschichte

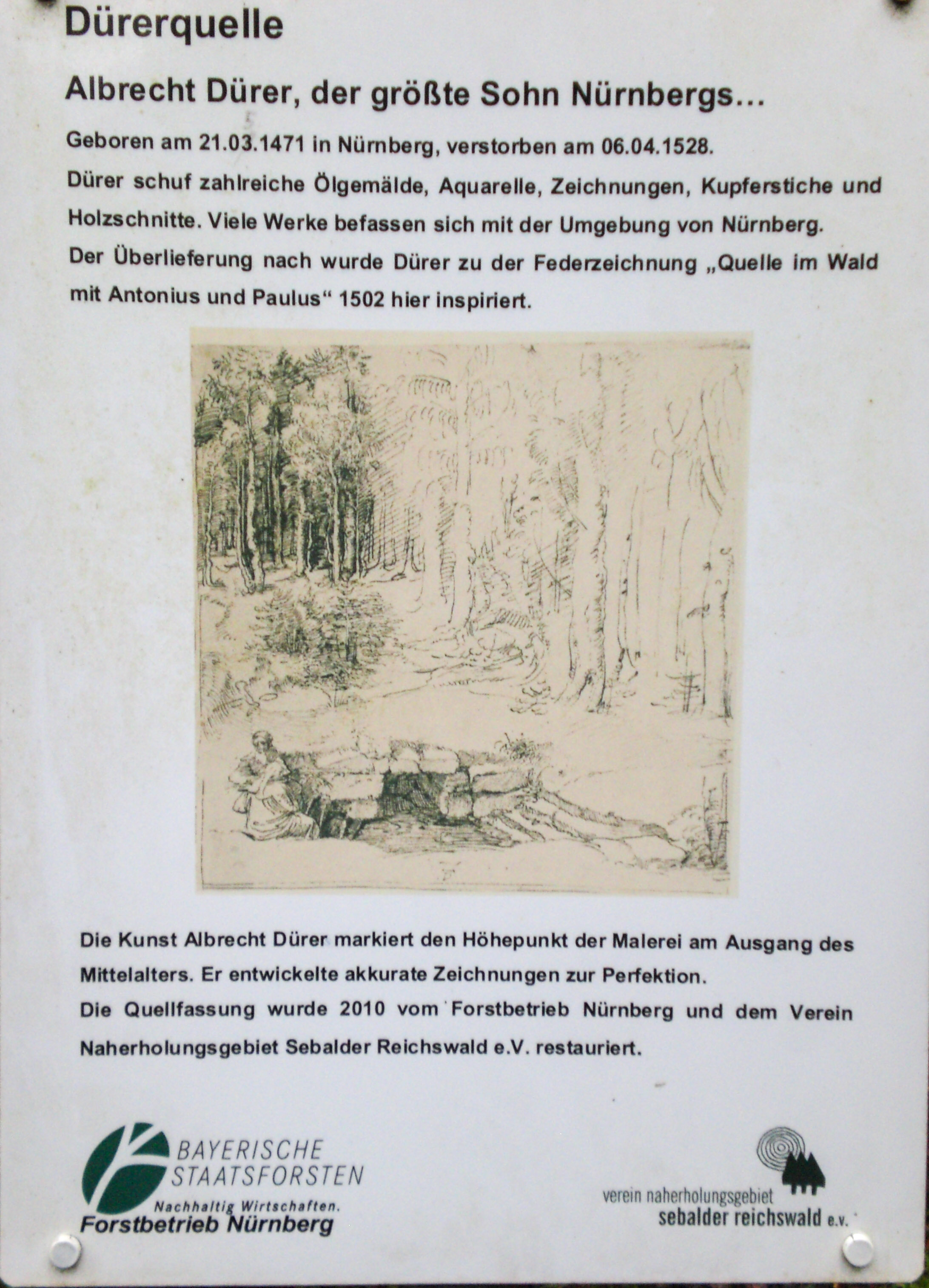
Infotafel vor Ort

Benannt wurde die Quelle nach dem Nürnberger Maler Albrecht Dürer.
Der Überlieferung nach wurde Dürer hier 1502 zu seiner Federzeichnung Quelle im Wald mit Antonius und Paulus inspiriert. Im Jahre 2010 wurde die Quellfassung vom Forstbetrieb Nürnberg und dem Verein Naherholungsgebiet Sebalder Reichswald e.V. restauriert.

## Beschreibung
Die Schichtquelle hat eine sehr geringe Schüttung. Sie entspringt einem Quellhorizont in einem eingeschnittenen Tal des Räth-Lias. Der Quellaustritt ist in Stein gefasst und das Wasser fließt in einem kleinen Graben ab, der in den Kehlgraben mündet und letztlich in die Schwabach_(Regnitz) entwässert. Die Quelle ist ein nahtouristisches Ziel.